# Luis Tosar
Luis Tosar   (Xustás, Cospeito, 13 d'octubre de 1971), és un actor i cantant gallec.

## Biografia
Nascut a Xustás, Cospeito, Lugo el 13 d'octubre de 1971. Comença en el camp del curtmetratge per després ser conegut per la seva presència a la sèrie de Televisió de Galícia Mareas Vivas, la qual el va llançar a la fama a Galícia. El febrer de 2003 va ser elegit Galego do Mes per El Correo Gallego. Actualment és ambaixador honorífic del Casco Vello de la ciutat de Vigo.
El 2003 va rebre el Premi Goya de l'Acadèmia de les Arts i les Ciències Cinematogràfiques d'Espanya com a millor actor secundari per Los lunes al sol i l'any següent va guanyar el Goya al millor actor per Te doy mis ojos, pel·lícula per la qual el 2003 ha havia sigut guardonat amb la Conquilla de Plata del Festival Internacional de Cinema de Sant Sebastià.
L'any 2009 torna a guanyar  Goya al millor actor per la seva interpretació a Celda 211.
El 2010, Celda 211, Lope i También la lluvia, pel·lícules en les quals actua a totes, van ser preseleccionades per l'Acadèmia per representar Espanya als Oscar, sent finalment También la lluvia l'escollida.
Va esdevenir una de les cares visibles del suport del món de la cultura a la Plataforma Nunca Máis durant la crisi generada pel naufragi del petrolier Prestige  (novembre de 2002), de la qual posteriorment es distanciaria directament en considerarla polititzada. Segons paraules del mateix actor: "moments molt desagradables quan la política es va ajuntar amb tot això. Els moviments socials estan molt bé, però quan entra la política, es desvirtuen. Com va passar, per exemple, amb la plataforma 'Nunca Mais'".
La seva trajectòria professional ha merescut diverses distincions fora de l'àmbit cinematogràfic, entre la qual cal destacar el Premi Xarmenta el 2005 per la seva defensa del gallec a El Bierzo.
També s'ha involucrat en política, mostrant el seu suport al BNG i al nacionalisme gallec, havent participat en les llistes d'aquest partit a les eleccions europees de 2005 i en les municipals per Castro de Rei, així com participant en la plataforma Nunca Máis. En les eleccions al parlament europeu de 2004 va participar en les llistes de la coalició Galeusca en representació del BNG.
És membre del duo còmic The Magical Brothers.
El 29 de març de 2011 es va publicar el primer disc de Di Elas, grup musical liderat per Luis Tosar.

## Filmografia (selecció)

### Com a actor
- 2020 Waydown de Jaume Balagueró.
- 2020 Adú de Salvador Calvo.
- 2019 Intemperie
- 2019 Quien a hierro mata de Paco Plaza
- 2019 El increíble finde menguante (voz) de Jon Mikel Caballero
- 2018 Ola de crímenes de Gracia Querejeta
- 2018 Yucatán de Daniel Monzón
- 2018 L'ombra de la llei de Dani de la Torre
- 2016 1898: Los últimos de Filipinas de Salvador Calvo
- 2016 Plan de fuga d'Iñaki Dorronsoro
- 2016 Toro de Kike Maíllo
- 2016 Cien años de perdón de Daniel Calparsoro
- 2015 A cambio de nada de Daniel Guzmán
- 2015 El desconocido de Dani de la Torre
- 2015 Ma Ma de Julio Medem
- 2014 Musarañas de Juan Fernando Andrés i Esteban Roel
- 2014 Murieron por encima de sus posibilidades dIsaki Lacuesta
- 2014 El niño de Daniel Monzón
- 2013 Una noche en el Viejo México d'Emilio Aragón
- 2013 Qué pena tu familia de Nicolás López
- 2012 Una pistola a cada mà de Cesc Gay
- 2012 Operación E de Miguel Courtois.
- 2011 Luz de mar (Veu) de Luis Vázquez "Curro" i Raúl Serrano.
- 2011 Mentre dorms de Jaume Balagueró.
- 2011 Crebinsky d'Enrique Otero.
- 2011 Novo Vigo Vello d'Eduardo Rolland.
- 2011 También la lluvia d'Icíar Bollaín.
- 2010 18 comidas de Jorge Coira.
- 2010 Lope de Andrucha Waddington.
- 2010 O apóstolo de Fernando Cortizo.
- 2009 Mr. Nice de Bernard Rose.
- 2009 La noche que dejó de llover de Alfonso Zarauza.
- 2009 Celda 211 de Daniel Monzón.
- 2009 The limits of control de Jim Jarmusch. Amb Tilda Swinton.
- 2008 Casual Day de Max Lemcke.
- 2007 Normal con Alas de Coca Gómez.
- 2007 Les vides de Cèlia d'Antonio Chavarrías.
- 2007 Amnésico por Compasión de Guillermo Arias-Carbajal Alonso.
- 2006 Miami Vice de Michael Mann.
- 2006 Cargo de Clive Gordon.
- 2006 Hotel Tívoli de Antón Reixa.
- 2005 La noche del hermano.
- 2005 Aupa Etxebeste! de Asier Altuna i Telmo Esnal.
- 2005 Un dia a Europa (One Day in Europe) de Hannes Stöhr.
- 2004 Inconscients de Joaquim Oristrell.
- 2003 El lápiz del carpintero de Antón Reixa.
- 2003 El regalo de Silvia de Dionisio Pérez Galindo.
- 2003 Te doy mis ojos de Icíar Bollaín.
- 2003 La flaqueza del bolchevique de Manuel Martín Cuenca.
- 2003 La vida que te espera de Manuel Gutiérrez Aragón.
- 2002 Semana Santa de Pepe Danquart.
- 2002 Los lunes al sol de Fernando León de Aranoa.
- 2002 Trece campanadas de Xavier Villaverde.
- 2001 Lena de Gonzalo Tapia.
- 2001 Sin noticias de Dios de Agustín Díaz Yanes.
- 2001 Un asunto pendiente de José Manuel Quiroga.
- 2000 El corazón del guerrero de Daniel Monzón.
- 2000 Sé quién eres de Patricia Ferreira.
- 2000 Leo de José Luis Borau.
- 2000 La comunidad de Álex de la Iglesia.
- 2000 Besos para todos de Jaime Chávarri.
- 2000 El váter susurra de Rafael Calvo.
- 1999 Flores de otro mundo de Icíar Bollaín.
- 1999 Celos de Vicente Aranda.
- 1998 Atilano Presidente de Santiago Aguilar i Luis Guridi.

### Com a productor
- 2011 Crebinsky d'Enrique Otero[3]
- 2010 18 comidas de Jorge Coira
- 2009 Al final del camino de Roberto Santiago

## Teatre
- 2011 A ópera dos tres reás, de Blanca Cendán.[4]
- 2006 Hamlet, de Lino Braxe i amb Manuel Manquiña, Gonzalo Uriarte, Víctor Mosqueira i Miguel Piernas.[5]
- 2005 El zoo de cristal, de Agustín Alezzo amb Cristina Rota, María Botto i Juan Carlos Vellido.[6]

## Premis i nominacions
Premis Gaudí
| Any  | Categoria    | Pel·lícula   | Resultat  |
| ---- | ------------ | ------------ | --------- |
| 2012 | Millor actor | Mentre dorms | Guanyador |

Festival Internacional de Cinema de Sant Sebastià
| Any  | Categoria    | Pel·lícula      | Resultat  |
| ---- | ------------ | --------------- | --------- |
| 2003 | Millor actor | Te doy mis ojos | Guanyador |

Premis Goya
| Any  | Categoria              | Pel·lícula           | Resultat  |
| ---- | ---------------------- | -------------------- | --------- |
| 2011 | Millor actor           | Mentre dorms         | Nominació |
| 2010 | Millor actor           | También la lluvia    | Nominació |
| 2009 | Millor actor           | Celda 211            | Guanyador |
| 2003 | Millor actor           | Te doy mis ojos      | Guanyador |
| 2002 | Millor actor secundari | Los lunes al sol     | Guanyador |
| 1999 | Millor actor revelació | Flores de otro mundo | Nominació |

Premis Fotogramas de Plata
| Any  | Categoria              | Pel·lícula      | Resultat  |
| ---- | ---------------------- | --------------- | --------- |
| 2011 | Millor actor de cinema | Mentre dorms    | Nominació |
| 2009 | Millor actor de cinema | Celda 211       | Guanyador |
| 2003 | Millor actor de cinema | Te doy mis ojos | Guanyador |

Unión de Actores
| Any  | Categoria                           | Pel·lícula       | Resultat  |
| ---- | ----------------------------------- | ---------------- | --------- |
| 2009 | Millor actor protagonista de cinema | Celda 211        | Guanyador |
| 2003 | Millor actor protagonista de cinema | Te doy mis ojos  | Guanyador |
| 2002 | Millor actor secundari de cinema    | Los lunes al sol | Guanyador |